# Pięć małych świnek
Pięć małych świnek (ang. Five Little Pigs lub Murder in Retrospect) – powieść kryminalna Agathy Christie z Herkulesem Poirotem, wydana po raz pierwszy w 1942 roku.

## Opis fabuły
Do Herculesa Poirota zgłasza się energiczna młoda dziewczyna, Karla Lemarchant. Opowiada mu historię swej matki, Caroline Crale, którą przed szesnastu laty skazano na dożywocie za otrucie męża, słynnego artysty, Amyasa Crale’a. Kobieta zmarła w więzieniu rok po skazaniu. Karla jest głęboko przekonana o niewinności matki i prosi, by Poirot pomógł pośmiertnie oczyścić ją z zarzutów.
Hercules już na początku dostrzega, że sprawa nie będzie prosta. Po rozmowach z kolejnymi prawnikami okazuje się, że wina Caroline była niemal pewna – kobieta rzekomo otruła męża, dodając mu do szklanki z piwem cykuty; motywem jej zbrodni miała być wściekłość z powodu licznych romansów Amyasa. Na dodatek na parę dni przed tragedią Amyas Crale istotnie zaczął mówić o pragnieniu uzyskania rozwodu z żoną i odejścia do innej kobiety.
Choć wydaje się oczywiste, że Caroline była winna, Poirot uparcie wierzy przeczuciom Karli, że wcale tak nie było. Postanawia więc odtworzyć scenę zbrodni sprzed lat, by w planie mordercy znaleźć lukę. W tym celu odnajduje wszystkich, którzy owego tragicznego dnia byli w domu Crale’ów, i prosi ich o jak najdokładniejsze spisanie wspomnień z tamtego okresu. Detektyw wierzy, że właśnie jedna z tych pięciu osób jest zabójcą i że zdemaskuje ją, analizując obecne w notatkach sprzeczności...
Podejrzani to:
- Philip Blake – najlepszy przyjaciel ofiary;
- Meredith Blake – brat Philipa, zielarz;
- Elsa Greer – kochanka artysty, dla której chciał rozwieść się z żoną; była też jego modelką (pozowała mu do obrazów);
- Angela Warren – znacznie młodsza siostra Caroline, z racji młodego wieku traktowana przez Crale’ów niemal jak córka;
- Panna Williams – guwernantka, nauczycielka Angeli.

## Rozwiązanie
Tak naprawdę Caroline i Amyas Crale’owie kochali się wzajemnie cały czas i oboje mieli tego świadomość. W Elsie Greer malarz widział tylko swą modelkę, nikogo innego; postanowił jednak robić jej nadzieje na bliższe kontakty – tylko po to, by dalej pozowała mu do obrazu, który zapowiadał się według niego naprawdę świetnie. W dniu morderstwa rozmawiał o tym z żoną. Pech chciał, że Elsa podsłuchała ich rozmowę. Zdjęta gniewem i zazdrością dodała cykutę do piwa Crale’a. Caroline Crale w sądzie pogrążyło to, że próbowała zacierać ślady zbrodni. Okazało się, że nie robiła tego w celu ukrycia – jak wierzono – własnego przestępstwa, lecz dlatego, że do końca trwała w błędnym przekonaniu o winie swej siostry, Angeli.
Poirot, swoim zwyczajem ujawnia prawdę po zgromadzeniu w jednym miejscu wszystkich uczestników dramatu. Morderczyni Amyasa Crale’a (czyli Elsa Greer) prosi zszokowane towarzystwo o pozostawienie jej z detektywem sam na sam; gdy pozostałe osoby, zgodnie z jej życzeniem, wychodzą, przyznaje się do winy. Unika jednak kary ze względu na przedawnienie sprawy i znikomość dowodów. W serialu jednak niewiele brakuje, by Lucy wzięła odwet i zabiła Elsę. Młodą kobietę przed zbrodnią powstrzymuje Poirot.

## Ekranizacje
W 2003 roku premierę miała ekranizacja powieści jako odcinek serialu Poirot.

### Obsada
- David Suchet – Herkules Poirot
- Rachael Stirling – Caroline Crale
- Aidan Gillen – Amyas Crale
- Toby Stephens – Philip Blake
- Marc Warren – Meredith Blake
- Aimee Mullins – Lucy Crale
- Julie Cox – Elsa Greer
- Gemma Jones – Miss Williams
- Sophie Winkleman – Angela Warren
- Talulah Riley – Young Angela
- Patrick Malahide – Depleach
- Annette Badland – Mrs. Spriggs
- Roger Brierley – Judge
- Richard Teverson – Hollinghurst
- Melissa Suffield – Young Lucy
- Lottie Unwin – Young Caroline
- Darien Smith – Young Amyas
- Jacek Bilinski – Young Philip
- Joel de Temperley – Young Meredith